# Жан I Ле Менгр
Жан I Ле Менгр (Jean Ier Le Meingre), чаще называемый Бусико (Boucicaut) — французский военный деятель, маршал Франции.

## Биография
О его происхождении ничего не известно. Родился ок. 1315 г. в Турени.
Во второй половине 1330-х гг. служил оруженосцем в королевских войсках в Гаскони и Фландрии. В то время уже был известен по прозвищу Бусико.
В июне 1340 года участвовал в экспедиции герцога Нормандии Жана (будущего короля Иоанна II) для осады города Валансьен и попал в плен к сенешалю Эно Жерару де Вершену (Gérard de Werchin).
В начале сентября 1345 года в составе войска дофина Вьеннского Умберта отплыл из Марселя для участия в крестовом походе против турок, осадивших Смирну.
В 1349 г. в битве при Люналонже (Пуату) попал в плен к англичанам. Поскольку он к тому времени ещё не был таким прославленным рыцарем, за него назначили небольшой выкуп, уплата которого не составила труда. К тому же эти деньги ему компенсировал герцог Жан Нормандский — будущий король Иоанн II.
Жан I Ле Менгр продолжил военную службу и в апреле 1351 года во время осады Сен-Жан-д’Анжели снова попал в плен. Несколько раз получал временную свободу для выполнения разных дел. В ноябре 1355 года освобожден без уплаты выкупа и был использован Эдуардом III в качестве парламентёра, через которого тот предложил Иоанну II генеральное сражение. Однако французский король, узнав о собранной англичанами огромной армии, от битвы отказался. Потом, когда Эдуард III уже прибыл в Кале для отплытия на родину, Иоанн II послал к нему Бусико и маршала Одрегема с предложением о сражении. Но английский король, только что узнавший о нападении шотландцев на Бервик, предпочёл вернуться домой.
В битве при Пуатье попал в плен вместе с королём и многими другими знатными людьми.
С 21 октября 1356 г. маршал Франции. В июле или августе 1357 г. освобождён из английского плена.
С 22 мая 1358 г. лейтенант-генерал Пуату, Турени и Сентонжа совместно с Гийомом VII Ларшевеком, сеньором де Партене (назначены дофином Карлом). Их задачей было следить за соблюдением перемирия и собирать средства для выкупа короля.
Участвовал в переговорах с англичанами, закончившихся 8 мая 1360 г. подписанием мира в Бретиньи. По поручению короля обеспечил выполнение его условий — передачу англичанам (в лице Джона Чендоса) гасконских городов (с сентября 1361 по апрель 1362 г.). Передал им и свой замок Люзиньян в Пуату, за что в 1365 г. получил от короля пожизненную ренту в 3 тысячи флоринов.
В 1362 году сопровождал Карла V в его поездке в Авиньон. В том же году сменил Бертрана Дюгеклена на посту командующего войсками в Нормандии. Рассказ Фруассара о его участии во взятии Манта и Мёлана (городов, принадлежавших наваррскому королю Карлу Злому) не подтверждается книгой Anciens mémoires sur Du Guesclin.
Приблизительно в это время находившийся уже в преклонном возрасте Жан I Ле Менгр женился на Флори де Линьер (Florie de Linières) (ум. 1406), даме де Бридоре и де Ла Бурдезьер. У них родились сыновья:
- Жан II Ле Менгр (1366—1421), маршал Франции, так же носивший имя Бусико
- Жоффруа Ле Менгр (ум. 1430), губернатор Дофине.

С 1365 г. королевский капитан в Турени, Анжу, Берри и Оверни. В этом качестве с 1367 г. участвовал в войне с рутьерами, вторгшимися в Овернь.
Жан I Ле Менгр умер 6 или 7 марта 1368 года. Похоронен в Туре в базилике Святого Мартина.
Его вдова Флори де Линьер, которой тогда было чуть больше 20 лет, вторым браком вышла замуж за Мориса Мовине (ум. ок 1375).
Брат Жана I Ле Менгра — Жоффруа Ле Менгр (ум. 1370) был с 1363 года епископом Лана (вероятно, сделал такую блестящую духовную карьеру благодаря маршалу). Он после смерти брата являлся опекуном его сыновей. Затем опекунство перешло к их матери.